# Enllaços (Star Trek: La nova generació)
"Enllaços" (títol original en anglès "Liasons") és el segon episodi de la setena temporada, i el 154è de tota la sèrie, de la sèrie de televisió de ciència-ficció estatunidenca Star Trek: La nova generació. Es va emetre originalment el 27 de setembre de 1993 en redifusió als Estats Units. Fou dirigit per Cliff Bole. El guió televisiu fou escrit per Jeanne Carrigan Fauci i Lisa Rich basat en una història escrita per Roger Eschbacher i Jaq Greenspon.
Ambientada al segle XXIV, la sèrie segueix les aventures de la tripulació de la nau de la Flota Estel·lar de la Federació Enterprise-D sota el comandament del capità Jean-Luc Picard. En aquest episodi la tripulació de l'"Enterprise-D" s'enfronta a ambaixadors com a part d'un intercanvi cultural, i Picard marxa per passar temps amb els extraterrestres. Quan la llançadora de Picard s'estavella en un planeta prohibit i la tripulació lluita per entendre els seus convidats, l'escenari està preparat per al misteri.

## Argument
L' Enterprise dóna la benvinguda a dos ambaixadors iyaarans, Loquel i Byleth, que visiten la nau com a part d'un "intercanvi cultural" que també enviarà Picard al seu planeta. Abans que Picard marxi, assigna a Troi que actuï com a enllaç de Loquel i demana a Riker que faci el mateix per Byleth. Però Byleth té altres idees i, en canvi, exigeix que Worf serveixi com a guia a bord. Poc després, Picard marxa cap al món natal dels iyaarans amb Voval, el pilot de la llançadora iyaaran, que és aspre i poc comunicatiu. El seu silenci incòmode es veu interromput per un mal funcionament a bord de la seva nau. En estavellar-se en un planeta desconegut, Voval pateix una commoció cerebral, però Picard sembla il·lès. Decideix buscar ajuda a fora, però cau a terra intentant travessar la superfície tempestuosa del planeta. Mentre jeu inconscient, algú l'arrossega silenciosament.
Picard desperta al planeta distant en una petita cabina de càrrega amb poca llum. S'hi acosta una dona humana solemne que l'informa que Voval no va sobreviure a l'accident. Picard s'assabenta que la dona es diu Anna i que és l'única supervivent d'un accident d'un carguer terellià que va ocórrer fa set anys. Després que Anna li digui que té tres costelles trencades, l'envia a recuperar el panell de comunicació del transbordador per enviar un senyal de socors.
De tornada a l'Enterprise, Troi ha presentat Loquel a les postres, i Loquel està tan intrigat que fins i tot l'endemà al matí està bevent suc dolç. Worf ha begut tot el que ha pogut del seu convidat abrasiu i exigent. Riker decideix que la tensió es podria alleujar amb una partida "amistosa" de pòquer. El joc és de tot menys "amistós", i Worf s'adona que Byleth està robant fitxes. Al cap de poc temps, Worf perd el control i, malgrat la insistència de Riker que es calmi, ataca el seu convidat. Però en comptes d'enfadar-se, Byleth està satisfet. Expressa admiració per la mostra de ràbia de Worf i s'excusa educadament per documentar l'experiència, deixant tothom confós (amb l'excepció de Loquel, que encara revela el que passa a les postres).
Mentrestant, Anna torna a portar el mòdul transmissor a la seva nau de càrrega i admet a Picard que el va destruir accidentalment, utilitzant una explosió de faser per treure'l abans. Picard s'estranya quan Anna el besa de sobte i li diu que l'estima. Picard s'enfurisma amb Anna quan s'adona que les seves costelles no estan realment trencades, i la dona, que continua suplicant el seu amor, en realitat el té captiu. Ell alerta enfadat a Anna del seu descobriment, moment en què ella s'angoixa per no haver aconseguit guanyar-se el seu afecte i surt corrent per la porta, trencant el seu collaret i tancant en Picard a dins. Voval arriba, obre la porta i parla amb Picard.
Voval explica que només semblava mort perquè, quan els Iyaarans estan ferits, les seves taxes metabòliques disminueixen per tal de promoure la curació. Ell i Picard marxen a la recerca d'Anna, i finalment se separen. Picard la troba a la vora d'un penya-segat, amenaçant de suïcidar-se si no li diu que l'estima. Quan s'adona que Anna torna a portar el seu collaret i que Voval ha desaparegut de nou, Picard intueix que alguna cosa estranya està passant i li diu a Anna que salti. En aquell moment, ella es transforma de nou en Voval, que explica que no és realment un pilot, sinó un ambaixador Iyaaran. Va escenificar l'accident per estudiar l'emoció de l'amor, inexistent al món natal dels Iyaarans, utilitzant Picard com a subjecte. De la mateixa manera, Loquel i Byleth van ser enviats a experimentar plaer i antagonisme, respectivament. Picard se sorprèn al principi, però en tornar a l'"Enterprise", reconeix que els experiments dels tres ambaixadors han estat productius.
En marxar, Worf i Byleth informen a Riker de la seva sessió maratoniana d'onze hores a l'holocoberta fent exercicis de batalla, cosa que ha permès a Byleth explorar el concepte d'"antagonisme" d'una manera menys destructiva. Loquel ofereix una mostra de nutrients Iyaaran a Troi com a mostra del seu agraïment, però es disculpa perquè no és tan deliciós com les postres que ha gaudit en companyia de Troi. Troi accepta el menjar, dient que el volum de postres que han consumit ha superat fins i tot el seu llindar, i que estarà força satisfeta de menjar alguna cosa insípida.

## Actors convidats
- Barbara Williams - Anna
- Eric Pierpoint - Voval
- Paul Eiding - Loquel
- Michael Harris - Byleth
- Rickey D'Shon Collins - Noi (Eric)

## Producció
El títol provisional de l'episodi era "The Journey" (El viatge).
Roger Eschbacher i Jaq Greenspon, que originalment van concebre l'episodi, van veure la història com un homenatge a la novel·la Misery de Stephen King, en què un escriptor és captiu d'un admirador fanàtic. Jeanne Carrigan-Fauci i Lisa Rich van desenvolupar aquesta idea en un primer esborrany del guió. Brannon Braga va fer canvis importants al guió, però no va aparèixer als crèdits de l'episodi. Entre altres coses, va fer que les escenes amb Picard i Anna fossin significativament més fosques, reescrivint Anna d'una oficial mentalment normal que desenvolupa un seriós interès romàntic per Picard a una civil mentalment inestable i desesperada. Braga també va desenvolupar la trama que envolta Loquel i Byleth. Originalment, la segona trama estava planejada per tractar sobre l'ascens de Troi a comandant. Això es va utilitzar més tard com a subtrama a l'episodi 16è de la setena temporada ("Sigueu vos mateix").
El nen Eric va rebre el nom del nebot de Brannon Braga.

## Recepció
Keith DeCandido el va qualificar a "tor.com" el 2013 com un episodi força deficient de "Star Trek: La nova generació". Va trobar la premissa bàsica sobre un poble que intenta explorar emocions desconegudes força absurda. Va trobar els papers dels convidats, amb l'excepció d'Eric Pierpoint com a Voval, mal escollits.

## Llançaments
"Enllaços" va ser publicada per Paramount el 1998 en format VHS, un exemple d'aquest tipus de publicació a la dècada de 1990. També es va publicar en format LaserDisc de 12 polzades el 1998, amb "Atac, Part II" al mateix disc. Tota la sèrie TNG es va publicar en LaserDisc entre 1991 i 1999.
"Enllaços" s'ha publicat com a part de les col·leccions de la temporada 7 de TNG en format DVD i Blu-Ray. La setena temporada de TNG, que conté "Enllaços", es va publicar en disc Blu-ray el gener de 2015.
"Enllaços" va ser llançat com un únic episodi pel servei de transmissió en línia CBS All Access.